# Tetraponera poultoni
Tetraponera poultoni é uma espécie de formiga do gênero Tetraponera, pertencente à subfamília Pseudomyrmecinae.